# Nagharakhana
Nagharakhana est un village de la région de Şamaxı en Azerbaïdjan.

## Géographie
Le village de Nagharakhana de la région de Şamaxı est situé dans la circonscription administrative du village de Nagharakhana.

## Économie
La principale occupation de la population du village est l'agriculture et l'élevage.

## Population
Selon les statistiques de 2009, la population du village est de 864 personnes.

## Culture
Il y a une école secondaire, une bibliothèque, un club, un hôpital, un service de communication et un monument en l'honneur des compatriotes morts pendant la Seconde Guerre mondiale dans le village.